# Mycalesis mineus
Mycalesis mineus är en fjärilsart som beskrevs av Carl von Linné 1858. Mycalesis mineus ingår i släktet Mycalesis och familjen praktfjärilar. Inga underarter finns listade i Catalogue of Life.

## Bildgalleri

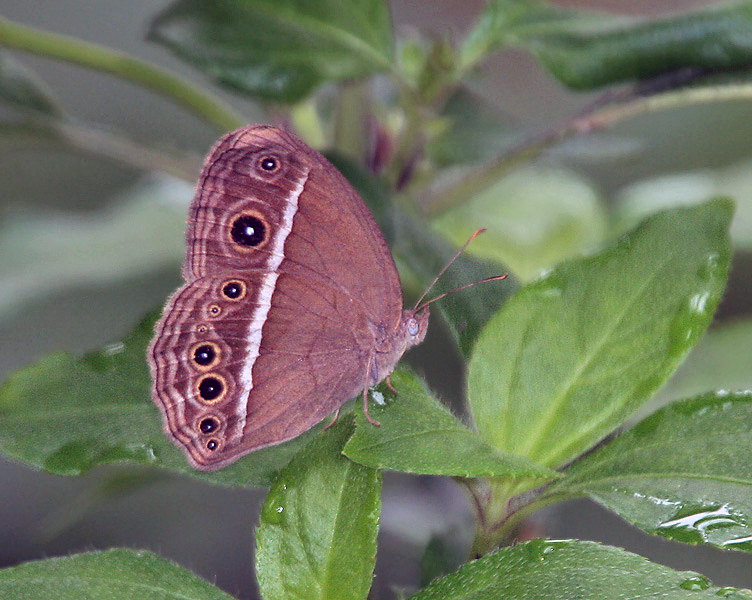
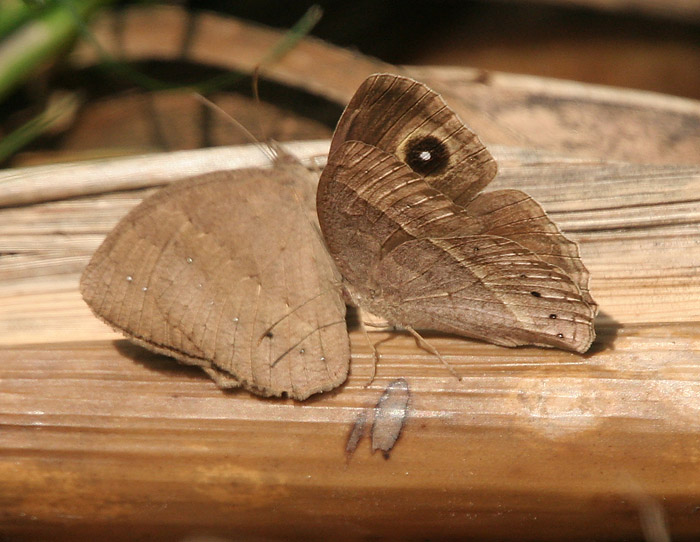